# Zeleneč (district de Prague-Est)
Pour les articles homonymes, voir Zeleneč.
Zeleneč (en allemand : Selenetsch) est une commune du district de Prague-Est, dans la région de Bohême-Centrale, en République tchèque. Sa population s'élevait à 3 185 habitants en 2020.

## Géographie
Zeleneč se trouve à 6 km au sud de Brandýs nad Labem-Stará Boleslav, à 8,3 km au sud-sud-est d'Úvaly et à 18 km à l'est-nord-est de Prague.
La commune est limitée par Zápy et Lázně Toušeň au nord, par Čelákovice à l'est, par Nehvizdy, Jirny et Šestajovice au sud, par Prague et Radonice à l'ouest, et par Svémyslice au nord-ouest.

## Histoire
La première mention écrite de la localité date de 1290.

## Administration
La commune se compose de deux quartiers :
- Mstětice
- Zeleneč

## Transports
Par la route, Zeleneč se trouve à 8 km de Brandýs nad Labem-Stará Boleslav, à 14,5 km d'Úvaly et à 19,5 km du centre de Prague.